# Wayne (New Jersey)
Pour les articles homonymes, voir Wayne.
Wayne est un township du Comté de Passaic dans le New Jersey. En 2010, la population compiait 54 717 habitants et en 2023, la population compte 52 227 habitants.

## Personnalités liées
- Alice Guy, réalisatrice française, première femme cinéaste de l'histoire, est décédée à Wayne en 1968.
- Fountains of Wayne, groupe de rock américain, tire son nom de ce township.